# Robbie Savage
Robert William Savage, född 18 oktober 1974 i Wrexham, är en walesisk före detta fotbollsspelare (mittfältare) som spelade i bland annat Leicester City, Birmingham City och Blackburn Rovers. Savage var känd för sitt fysiska spel på plan och i många av de klubbar han spelade i blev han mycket populär hos fansen.
Savage jobbar idag (2016) som expertkommentator i TV för BBC och skriver krönikor i tidningen Daily Mirror.
Hans ena son Charlie, spelar för Manchester United.

## Meriter

### Klubblag
- Ligacupen 1998-1999, 1999-2000